# Morangos com creme (sobremesa)
Morangos com nata ou creme é uma sobremesa e um lanche de origem inglesa, preparada com morangos que são servidos cortados em quatro, banhados com creme de leite batido com açúcar ou com chantilly e açúcar mascavo polvilhado a gosto. [carece de fontes?]
A tradição sugere que o cardeal Thomas Wolsey, um amigo próximo do rei Henrique VIII da Inglaterra, foi o primeiro a combinar morangos com creme em um banquete, em 1509.
A sobremesa é popular nos municípios mexicanos de Irapuato em Guanajuato e Zamora, Michoacán ; na Colômbia, em Chinácota, Norte de Santander, e na Venezuela, em Colonia Tovar (estado de Aragua), em Cubiro (estado de Lara) e no estado de Mérida. [carece de fontes?]